# Samsung Galaxy Mini 2
Samsung Galaxy Mini 2 este un smartphone lansat de către Samsung, ce rulează cu sistemul de operare Android. Telefonul a fost anunțat în Februarie 2012. Acesta în prezent este disponibil în 2 culori: negru și portocaliu. Galaxy Mini 2 este succesorul telefonului Samsung Galaxy Mini, lansat în primăvara lui 2011. Telefonul costă în jur de 150 de euro.

## Caracteristici
- 2G Network →	GSM 850 / 900 / 1800 / 1900
- 3G Network →  HSDPA 900 / 2100
- Anunțat    →  Februarie 2012
- Dimensiuni → 109.4 x 58.6 x 11.6 mm (4.31 x 2.31 x 0.46 in)
- Memoria    → 4 GB storage, 512 MB RAM
- GPS        → Da, with A-GPS support
- WLAN       → Wi-Fi 802.11 b/g/n, DLNA, Wi-Fi hotspot
- Bluetooth  → Da, v3.0 with A2DP
- USB        → Da, microUSB v2.0
- Camera     → 3.15 MP, 2048x1536 pixels
- Radio      → Stereo FM radio cu RDS
- Java       → Da, via Java MIDP emulator
- Culori     → negru,portucaliu
- Bateria    → baterie standard,Li-Ion 1300 mAh